# Martin Heckmanns

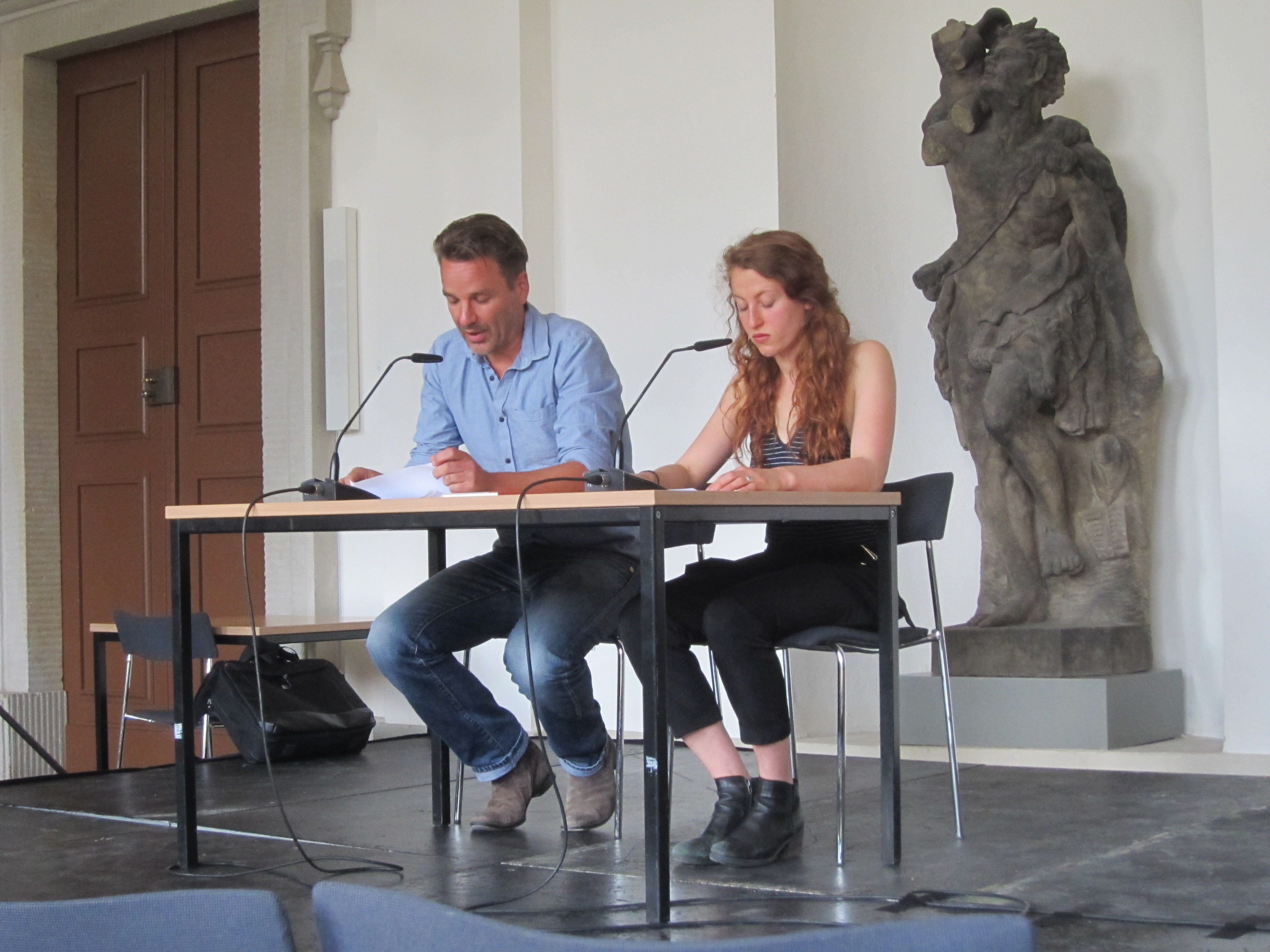
Martin Heckmanns liest im Palais im Großen Garten (gemeinsam mit der Schauspielerin Alexandra Sinelnikova).

Martin Heckmanns (* 19. Oktober 1971 in Mönchengladbach) ist ein deutscher Schriftsteller und Dramatiker.

## Leben
Heckmanns ist der Sohn des Künstler- und Pädagogen-Ehepaars Jutta und Jürgen Heckmanns. Er wuchs in Herford auf, wo er 1990 sein Abitur am Friedrichs-Gymnasium ablegte. Er studierte Philosophie, Geschichte und Komparatistik und schloss sein Studium mit einer Arbeit über den Witz in der Frühromantik ab. Er hat Kurzprosa in Zeitschriften und Anthologien veröffentlicht und Theaterstücke geschrieben, die bisher in mehr als zehn Ländern zur Aufführung gekommen sind. Er wurde mit zahlreichen Preisen und Stipendien ausgezeichnet, zuletzt 2008 mit dem Niederrheinischen Literaturpreis der Stadt Krefeld und dem Margarete-Schrader Preis der Universität Paderborn 2012. 2002 wurde er in der Kritikerumfrage der Zeitschrift theater heute zum Nachwuchsdramatiker des Jahres gewählt. 2003 und 2004 erhielt er den Publikumspreis bei den Mülheimer Theatertagen. Aufenthaltsstipendien auf Schloß Wiepersdorf, im Künstlerdorf Schöppingen und im Döblin-Haus Wewelsfleth, Auslandseinladungen u. a. nach Kuba, Chile, Rumänien und Japan. Er unterrichtete Szenisches Schreiben an der Universität der Künste Berlin, der Bundesakademie Wolfenbüttel und bei der Biennale Wiesbaden „Neue Stücke aus Europa“, bei den Werkstatttagen am Wiener Burgtheater und beim Schweizer Dramenprozessor. Zwischen 2009 und 2012 war Heckmanns Dramaturg und Hausautor am Staatsschauspiel Dresden. Im Jahr 2012 wurde Heckmanns mit dem Margarete-Schrader-Preis ausgezeichnet.
2023 war er Stipendiat der Villa Decius in Krakau.
Heckmanns lebt mit Familie in Berlin (Stand 2024).

## Theaterstücke
(Quelle: )
- Finnisch oder Ich möchte Dich vielleicht berühren. Uraufführung am 22. Oktober 1999 am Stadttheater Herford, Regie: Zeno Stanek. Kulturförderpreis des Kreises Herford 1998. Als Hörspiel produziert vom Schweizer Radio DRS 2 (Regie: Stefan Heilmann).
- Disco. Uraufführung am 15. Dezember 2001 am Staatsschauspiel Dresden, Regie: KD Schmidt. Jürgen-Ponto-Förderpreis 2000.
- Schieß doch, Kaufhaus! Uraufführung am 9. Mai 2002 am TiF/Staatsschauspiel Dresden als Koproduktion mit Theaterhaus Jena, Sophiensaele Berlin und Thalia Theater Hamburg, Regie: Simone Blattner. Publiziert in: Spectaculum 74, Suhrkamp 2003. Publikumspreis bei den Mülheimer Theatertagen 2003.
- Kränk. Uraufführung am 11. März 2004 am Schauspiel Frankfurt, Regie: Simone Blattner. Publiziert in der Edition Suhrkamp, 2003 (zusammen mit Finnisch). Publikumspreis bei den Mülheimer Theatertagen 2004.[6]
- Anrufung des Herrn. Uraufführung am 13. Mai 2004 am TiF/Staatsschauspiel Dresden, Regie: Patrick Wengenroth. Publiziert in: Theater heute 2004/7.
- 4 Millionen Türen (zusammen mit Thomas Melle). Uraufführung am 1. Oktober 2004 im Werkraum am Deutschen Theater Berlin, Regie: Eike Hannemann. Als Hörspiel produziert vom Schweizer Radio DRS 2 (Regie: Stefan Heilmann).
- Das wundervolle Zwischending. Uraufführung am 10. Februar 2005 am Schauspiel Hannover, Regie: Charlotte Roos. Publiziert: in Spectaculum 76, Suhrkamp 2005.[7]
- Die Liebe zur Leere. Uraufführung am 26. Januar 2006 am Schauspiel Frankfurt, Regie: Simone Blattner. Publiziert in: Frankfurter Positionen. Gut ist was gefällt, Verlag der Autoren 2006.
- Wörter und Körper. Uraufführung am 10. Februar 2007 am Staatstheater Stuttgart, Regie: Hasko Weber. Publiziert in: Theater der Zeit 2007/2. Eingeladen zu den Mülheimer Theatertagen 2007, zum Heidelberger Stückemarkt und zu den Autorentheatertagen am Thaliatheater Hamburg.[8]
- Kommt ein Mann zur Welt. Uraufführung am 24. März 2007 am Düsseldorfer Schauspielhaus. Regie: Rafael Sanchez. Eingeladen zum Heidelberger Stückemarkt und zu den Autorentheatertagen am Thalia Theater Hamburg. Als Hörspiel produziert vom SWR (Regie: Iris Droegekamp).
- Ein Teil der Gans. Uraufführung am 10. Oktober 2007 in den Kammerspielen am Deutschen Theater Berlin. Regie: Philipp Preuss.
- Hier kommen wir nicht lebendig raus. Versuch einer Heldin, UA: 25. April 2010 im Kleinen Haus des Schauspielhauses Düsseldorf, Regie: Hermann Schmidt-Rahmer[9]
- Zukunft für immer. Uraufführung am 12. September 2009 am Staatsschauspiel Dresden. Regie: Simone Blattner.[10]
- Vater Mutter Geisterbahn. Uraufführung am 6. Mai 2011 am Staatsschauspiel Dresden. Regie: Kristof Frick. Abgedruckt in theater heute 2011/8. Eingeladen zu den Mülheimer Theatertagen, zum Heidelberger Stückemarkt und zur Theater-Biennale Wiesbaden Neue Stücke aus Europa.[11]
- Wir sind viele und reiten ohne Pferd. Uraufführung am 20. Mai 2012 am Staatstheater Stuttgart. Regie: Marc Lunghuss. Abgedruckt in theater heute, 2012/8.
- Einer und Eine. Uraufführung am 15. November 2012 am Nationaltheater Mannheim. Regie: Dominic Friedel.[12]
- Es wird einmal. Uraufführung am 14. Dezember 2013 am Schauspielhaus Bochum. Regie: Anselm Weber. Abgedruckt in theater heute, 2014/2.[13]
- Die Zuschauer. Uraufführung am 19. September 2015 am Staatsschauspiel Dresden. Regie: Roger Vontobel.
- Mein Herz ist rein. Uraufführung am 11. September 2016 am Staatsschauspiel Dresden.  Regie: Evgeny Titov
- Der Schwindel und sein Gegenteil. Uraufführung am 6. Juni 2018 am Theater Neumarkt in Zürich im Rahmen der Zürcher Festwochen zum Thema „Schönheit und Wahn“. Regie: Simone Blattner.[14]
- Mein Vater und seine Schatten. Uraufführung am 21. Februar 2020 am Theater Münster. Regie: Frank Behnke.
- Etwas Besseres als den Tod finden wir überall. Ein Singspiel, Uraufführung am 23. September 2022 am Staatstheater Kassel. Regie: Friederike Heller, Musik: Masha Qrella. Abgedruckt in theater heute 2022/11.[15]
- Wazn Teez?, Premiere am 16. November 2024 am Theater an der Parkaue, Regie: Alexander Riemenschneider[16]

## Bearbeitungen
- Carlo Goldoni, Der Diener zweier Herren. UA am Staatsschauspiel Dresden am 21. November 2013. Regie: Bettina Bruinier.
- Moliere, Der eingebildete Kranke. UA am Theater Bonn am 6. Dezember 2019. Regie: Simone Blattner.[17]

## Eigenständige Publikationen
- Finnisch/Kränk. Stücke und Materialien. Edition Suhrkamp Theater, Frankfurt 2003, ISBN 978-3-518-13435-1.
- Vater Mutter Geisterbahn / Hier kommen wir nicht lebendig raus / Ein Teil der Gans. Suhrkamp Spectaculum, Berlin 2013, ISBN 978-3-518-42379-0.
- Konstantin im Wörterwald. mixtvision-verlag, München 2014, ISBN 978-3-944572-11-6. (UA der Bühnenfassung am Kresch-Theater Krefeld am 28. Februar 2020, Fassung und Regie: Franz Mestre.)

## Auszeichnungen
- 1998 Kulturförderpreis des Kreises Herford
- 2000 Jürgen-Ponto-Förderpreis
- 2002 Auszeichnung zum Nachwuchsautor des Jahres
- 2003 Publikumspreis bei den Mülheimer Theatertagen
- 2004 Publikumspreis bei den Mülheimer Theatertagen
- 2008 Niederrheinischer Literaturpreis
- 2012 Margarete-Schrader-Preis der Universität Paderborn
- 2015 Nominierung für den Deutschen Jugendliteraturpreis mit „Konstantin im Wörterwald“
- 2022 Nominierung für den Mülheimer Dramatikpreis mit "Etwas Besseres als den Tod finden wir überall. Ein Singspiel"[18]